# The Fraudulent Solicitor
The Fraudulent Solicitor è un cortometraggio muto del 1907 diretto da Lewin Fitzhamon.

## Trama
Un avvocato deruba un cliente e gli spara. Inseguito dalla polizia, salta giù da un tetto.

## Produzione
Il film fu prodotto dalla Hepworth.

## Distribuzione
Distribuito dalla Hepworth, il film - un cortometraggio di 107 metri - uscì nelle sale cinematografiche britanniche nell'aprile 1907.
Si conoscono pochi dati del film che, prodotto dalla Hepworth, fu distrutto nel 1924 dallo stesso produttore, Cecil M. Hepworth. Fallito, in gravissime difficoltà finanziarie, il produttore pensò in questo modo di poter almeno recuperare il nitrato d'argento della pellicola.